# Richard Horter
Richard Horter (* 10. April 1868 in Alt Rothwasser, Bezirk Freiwaldau; † 13. Mai 1942 in Legelshurst) war ein deutscher Politiker der SPD.

## Leben und Beruf
Nach dem Besuch der Volksschule in Rothwasser erlernte Horter ab 1883 den Beruf des Maurers, den bereits sein Vater ausübte. In Mannheim leistete er den Militärdienst und ging als Maurergeselle auf Wanderschaft durch Deutschland, die Schweiz, Frankreich und Österreich. 1901 absolvierte er eine Ausbildung an der Berliner Parteischule und ging anschließend zum Baugewerksbund, wo er als Bezirksleiter angestellt war, zunächst in Mannheim, später in Karlsruhe. Im Dezember 1925 wurde er angestellter Bezirksleiter im Verband sozialer Baubetriebe in Karlsruhe. Aus dieser Funktion wurde er im Mai 1933 im Zuge der Gleichschaltung der Gewerkschaften entlassen. Nachdem er zudem in vorübergehende Schutzhaft geriet, siedelte er mit seiner Familie von ihrem bisherigen Wohnsitz in der Rüppurrer Gartenstadt nach Legelshurst über, wo er 1942 verstarb.
Horter war evangelisch und seit 1907 mit Emma, geborene Käppler, verheiratet. Das Paar hatte drei Kinder.

## Politik
Horter trat 1890 in die SPD ein, dort gehörte er dem Vorstand des Karlsruher Ortsvereins an und war von 1929 bis 1930 deren Vorsitzender. 1903, 1907 und 1912 kandidierte er erfolglos für den Reichstag.
Im November 1918 wurde er zum Vorsitzenden des Arbeiterrats in Karlsruhe gewählt, der als Zusammenschluss von Arbeiter- und Soldatenrat fungierte und von ihm mitinitiiert wurde. Kurz darauf gehörte er dem Zentralrat der Deutschen Sozialistischen Republik an. Im Dezember 1918 und im April 1919 war er Delegierter des Reichskongresses der Arbeiter- und Soldatenräte in Berlin. 1919 wurde er in die Verfassunggebende Landesversammlung der Republik Baden gewählt, die später im Landtag der Republik Baden aufging. Diesem gehörte er bis 1925 an. 1920 gehörte er zudem dem Vorläufigen Reichswirtschaftsrat als Vertreter des Handwerks an.